# Mallerey
Mallerey är en kommun i departementet Jura i regionen Bourgogne-Franche-Comté i östra Frankrike. Kommunen ligger i kantonen Beaufort som tillhör arrondissementet Lons-le-Saunier. År 2018 hade Mallerey 72 invånare.

## Befolkningsutveckling
Antalet invånare i kommunen Mallerey
Referens:INSEE